# Calyptorhynchus latirostris
La cacatúa fúnebre piquicorta (Calyptorhynchus latirostris) es una especie de ave de la familia de las cacatúas (Cacatuidae). Es endémica del suroeste australiano.